# Hedsporrspindel
Hedsporrspindel (Cheiracanthium virescens) är en spindelart som först beskrevs av Carl Jakob Sundevall 1833.  Hedsporrspindel ingår i släktet Cheiracanthium och familjen sporrspindlar. Arten är reproducerande i Sverige. Inga underarter finns listade i Catalogue of Life.